# Laninia fletcheri
Laninia fletcheri là một loài bướm đêm trong họ Geometridae.